# Белопахотный
Белопахотный — поселок в Мензелинском районе Татарстана. Входит в состав Коноваловского сельского поселения.

## География
Находится в восточной части Татарстана на расстоянии приблизительно 7 км на запад-юго-запад по прямой от районного центра города Мензелинск.

## История
Основан в XVIII веке служилыми людьми Закамской засечной черты. В советское время работали колхозы «Буревестник», «Будённовец», совхоз «50 лет Татарии».

## Население
Постоянных жителей было: в 1870 — 96, в 1913—197, в 1920—227, в 1926—248, в 1938—223, в 1949—154, в 1958—156, в 1970—138, в 1979 — 88, в 1989 — 61, в 2002 — 64 (русские 80 %), 48 в 2010.